# Arxiu Bettmann

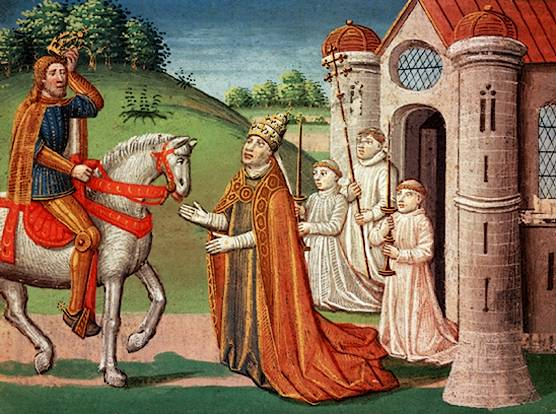
Carlemagne i el Papa Adrià I. Imatge de l'Arxiu Bettmann.

L'Arxiu Bettmann, oficialment i en anglès Bettmann Archive és una col·lecció de 19 milions de fotografies i imatges, algunes de la Guerra Civil Estatunidenca, incloent algunes de les fotos històriques més conegudes dels Estats Units. L'arxiu també inclou imatges d'Europa i d'altres llocs del món.
Va ser fundat el 1936 per Otto Bettmann (1903–1998), un conservador alemany que va emigrar als Estats Units el 1935. El 1960, Bettmann va comprar-se un apartament a l'Edifici Tischman del carrer West 5th, sempre a la Ciutat de Nova York. El 1981, Bettmann va vendre el seu arxiu a la Kraus Thomson Organization.
El 1995, l'arxiu va ser venut a Corbis, una empresa de comercialització d'imatges digitals fundada per Bill Gates. La venda va aixecar diverses pol·lèmiques, una de les més destacades fou l'editorial "Adéu a tot allò" que es va publicar a la revista American Heritage Magazine.
Entre 2001 i 2002 Corbis va traslladar l'arxiu a l'Iron Mountain National Underground Storage Facility, un magatzem de pedrera calcària ubicat a 67 m sota terra a Pennsilvània, per optimitzar les seves condicions de preservació. Mentrestant, Corbis ha estat escanejant els negatius a forma digital mentre són ordenats per clients.
L'arxiu va començar amb una col·lecció personal d'Otto Bettmann feta per 15.000 imatges que va portar amb ell dins maletes quan va fugir de l'Alemanya Nazi. Amb els anys, va adquirir altres col·leccions, incloent la Gendreau Collection of Americana el 1967, la Underwood & Underwood Collection de materials del segle xix i imatges de la Primera Guerra Mundial, i la col·lecció de United Press International de 1984.